# 時光旅行者
《時光旅行者》是一款由Level-5開發的任天堂3DS、PlayStation Portable、PlayStation Vita三平台的有聲小說遊戲。游戏于2012年在日本发行。
於2010年秋季的「LEVEL5 VISION 2010」發表。之後於2011年秋季「LEVEL5 VISION 2011」發表了將跨3平台任天堂3DS、PlayStation Portable、PlayStation Vita發售。
監督、劇本、音樂製作都與《428 〜被封鎖的涉谷〜》一樣之外、也與該作為相同的時間軸（約為前作的二十年後）。
與由複數的主角的視點切入的風格，以及舞台都發生在涉谷的《428 〜被封鎖的涉谷〜》一樣。不同於前作用照片表達，本作以全3D動畫來呈現。遊戲內常出現與前作相關的事物如數字『428』，以及遊戲《槍彈辯駁 希望學園與絕望高中生》中的黑白熊玩偶。
故事是以2031年的未來為舞台，描述一段由五個年齡和職業均不相同的主角，以及引導他們的神祕少女之間接連不斷進行互動的群像劇文字冒險遊戲。本作的五名主角，各自都是為了自己的目的而行動。因為都是以東京做為舞台而行動，所以有的時候行動會互相重疊，有時會以意想不到的形式干涉到其他主角們的命運。

## 遊戲系統
TIP
在文章中藍色的字為“TIP”。選擇藍色字體按下決定就能閱讀這個詞的註釋。
TIME STOP
故事的時間進入停止狀態，這時候後會有繼續遊戲的提示，依循提示走遊戲便能繼續進行下去。
TIME TREAVEL
TIME STOP時按下確定便會返回時光旅行圖。
TIME LOCK
時間被鎖上，要先進行其他主角的劇情解決了問題才能解鎖TIME LOCK並繼續進行下去。
PCE
隨著劇情有時候會進入QTE模式，要輸入畫面上顯示的按鍵。
TO BE CONTINUED
遊戲以一小時為一章節，一章節結束時會顯示。

## 登場人物

### 主要人物
新道美命（配音：澤城美雪）
綠丘高中（綠ヶ丘高校）擔任自然科學社（科学部）社長的17歲高三生，精力充沛且個性樂觀。雖然也有任性固執的一面，不過都會因其開朗而受到原諒。會以各式各樣的穿著和面貌在五名主角面前出現。對有理似乎有好感。
神谷壯馬（配音：宮内敦士）
刑事篇的主角。警視廳搜查一課緊急出動班（通稱ESS）巡查長。不論什麼狀況都能順利活下來，被同僚戲稱「不死之身（不死身の男）」。
為了救出被綁走的妻子與小孩，而聽從犯人的指示在涉谷的街道奔走。
伏見雛（配音：新谷良子）
主播篇的主角。於大手電視局的「電視5（テレビファイブ）」擔任女主播。雖然在綜藝節目獲得了廣大的人氣，但她的目標其實是想當上新聞播報員，對現在的工作有些許不滿。
與製作人約定如果得到獨家新聞就提拔他去新聞節目，為了找到獨家新聞而在四處尋找。
深瀬有理（配音：細谷佳正）
高中生篇的主角。綠丘高中三年級。科學社的社員。與美命是青梅竹馬，常常被活潑的美命耍得團團轉。雖然是有點冷酷的性格，但對說美式笑話很有自信。
與18年前的失落之洞（ロストホール）有關。對美命似乎有好感。
新道究悟（配音：平田広明）
詐欺師篇的主角。自稱天才物理學者，是美命的父親。聲稱為了研究時光機器投入了大量的資金。其言行飄忽不定，甚至會說「我知道未來將會發生什麼（俺は未来の出来事を知っている）。」
憤怒☆超人（配音：丸山壮史）
憤怒超人篇的主角。Real Life Hero。身穿英雄裝，精力充沛的在涉谷街頭巡邏。但大部分的情況都因為自身力量不足而被還擊。
本名為犬山翔（犬山かける），已經30歲了且無業，目前靠著父母過生活。

### 刑警篇
野中讓二（配音：谷昌樹）
ESS警部。神谷的前輩。收到神谷是恐怖份子的內應的消息，但依然冷靜的聽神谷的解釋。
澤木深（配音：成田剣）
特殊班操作科的的專任管理官。常與與神谷的行動方針對立，但其實十分信賴對方。
神谷晴美（配音：松田志緒理）
神谷的妻子。被來路不明的人綁架。現在腹中懷有第二胎。
神谷陽太（配音：石田嘉代）
神谷的兒子。被來路不明的人綁架。
阿彼塔·貝特羅巫斯（配音：東條加那子）
謎之美女。相當擅長使用手槍以及格鬥。自稱是美命的夥伴。

### 主播篇
蔵元源（配音：咲野俊介）
「電視5」報導的攝影師。與雛一同去取材。以只對信賴的夥伴叫名字為信條，稱呼雛為「伏見」。
北條百合華（配音：新井里美）
為雛的前輩女主播，性格很強勢。一直打聽其他女主播的醜聞並一一弄垮對方。
高井戶盛人（配音：落合弘治）
「電視5」報導的製作人。最近才從綜藝節目調來。雛綜藝節目時期的上司。
只野英雄（配音：佐藤せつじ）
地下動畫網頁「NETLeaks（ネットリークス）」的營運者。對現在的謀體相當不信任，主張「真相只存在網路上（真実はネットにしかない）。」

### 高中生篇
小暮修一郎（配音：中川慶一）
綠丘高中學生會長。科學社的社員。個性認真。對美命抱持著戀愛的感情。
中山雅人（配音：興津和幸）
綠丘高中三年級。科學社的社員。頭髮染成金色。性格有點輕浮。相當擅長駭客。
糸山純子（配音：田中理恵）
綠丘高中老師。科學社的顧問。學生們都以「小糸子（糸ちゃん）」來稱呼。有重要的是要一個字一個字說的癖好。

### 詐欺師篇
篠原桃香（配音：山田みほ）
究悟的研究助手。國立大學畢業的才女。喜歡究悟，偷偷的在存與他的結婚資金。
圓城義樹（配音：浦山迅）
格鬥技公司「tripleE（トリプルE）」代表。對究悟的研究投入了3000萬元的資金，現正要求他馬上歸還。喜歡賭博，還會自己研發賭博遊戲。
目崎要（配音：水内清光）
「tripleE」總務。圓城的左右手，生氣的時候話會脫口而出。

### 憤怒☆超人篇
山吹千里子（配音：宍戸留美）
憤怒☆超人的戀人，是派遣公司的OL。憤怒☆超人叫他「小千（ちーちゃん）」。雖然很喜歡翔的英雄活動，但是對已經三十歲還未就職的他感到相當不安。
速水護（配音：木内秀信）
作為「青年MACH（青年マッハ）」活動的Real Life Hero。是個偶像宅，稱呼憤怒☆超人為「師傅（師匠）」。
鯉村卓（配音：下和田裕貴）
作為「MAJIKONPOREKUSU（マジコンプレックス）」活動的Real Life Hero。生活在網路咖啡廳裡。相當喜歡玩體感型戀愛遊戲。對於現實世界相當馬虎。
拿帕（配音：川原慶久）
憤怒☆超人常去的便利商店店員。是泰國人而且泰拳的實力相當強。時常會教導憤怒☆超人格鬥技。

## 外部連結
- 官方網站 （页面存档备份，存于）